# 17 مايو
- السبت
- الأحد
- الاثنين
- الثلاثاء
- الأربعاء
- الخميس
- الجمعة

- 2628 شوال 1446  هـ
- 2729 شوال 1446  هـ
- 2830 شوال 1446  هـ
- 291 ذو القعدة 1446  هـ
- 302 ذو القعدة 1446  هـ
- 13 ذو القعدة 1446  هـ
- 24 ذو القعدة 1446  هـ
- 35 ذو القعدة 1446  هـ
- 46 ذو القعدة 1446  هـ
- 57 ذو القعدة 1446  هـ
- 68 ذو القعدة 1446  هـ
- 79 ذو القعدة 1446  هـ
- 810 ذو القعدة 1446  هـ
- 911 ذو القعدة 1446  هـ
- 1012 ذو القعدة 1446  هـ
- 1113 ذو القعدة 1446  هـ
- 1214 ذو القعدة 1446  هـ
- 1315 ذو القعدة 1446  هـ
- 1416 ذو القعدة 1446  هـ
- 1517 ذو القعدة 1446  هـ
- 1618 ذو القعدة 1446  هـ
- 1719 ذو القعدة 1446  هـ
- 1820 ذو القعدة 1446  هـ
- 1921 ذو القعدة 1446  هـ
- 2022 ذو القعدة 1446  هـ
- 2123 ذو القعدة 1446  هـ
- 2224 ذو القعدة 1446  هـ
- 2325 ذو القعدة 1446  هـ
- 2426 ذو القعدة 1446  هـ
- 2527 ذو القعدة 1446  هـ
- 2628 ذو القعدة 1446  هـ
- 2729 ذو القعدة 1446  هـ
- 281 ذو الحجة 1446  هـ
- 292 ذو الحجة 1446  هـ
- 303 ذو الحجة 1446  هـ
- 314 ذو الحجة 1446  هـ
- 15 ذو الحجة 1446  هـ
- 26 ذو الحجة 1446  هـ
- 37 ذو الحجة 1446  هـ
- 48 ذو الحجة 1446  هـ
- 59 ذو الحجة 1446  هـ
- 610 ذو الحجة 1446  هـ

17 مايو أو 17 أيَّار أو 17 مايس أو 17 نوَّار أو يوم 17 \ 5 (اليوم السابع عشر من الشهر الخامس) هو اليوم السابع والثلاثون بعد المئة (137) من السنوات البسيطة، أو اليوم الثامن والثلاثون بعد المئة (138) من السنوات الكبيسة وفقًا للتقويم الميلادي الغربي (الغريغوري). يبقى بعده 228 يوما لانتهاء السنة.

## أحداث
- 1805 - محمد علي باشا يتولى حكم مصر، ويعتبر حكمه علامة محورية في تاريخها حيث قام بتحديثها بعد القضاء على المماليك.
- 1896 - الشيخ مبارك الصباح يتولى حكم الكويت بعد اغتياله أخويه الحاكم الشيخ محمد بن صباح الصباح والشيخ جراح بن صباح الصباح.
- 1939 - الحكومة البريطانية تصدر الكتاب الأبيض والذي نص على استقلال فلسطين وإقامة دولة تضم العرب واليهود على أرضها.
- 1940 - قوات ألمانيا النازية تدخل مدينة بروكسل البلجيكية في بداية الحرب العالمية الثانية.
- 1949 - المملكة المتحدة تعترف باستقلال جمهورية أيرلندا، مع تأكيدها بقاء أيرلندا الشمالية جزءً من المملكة المتحدة.
- 1977 - حزب الليكود يفوز بالانتخابات التشريعية الإسرائيلية، ومناحم بيجن يتولى رئاسة الحكومة.
- 1983 - الحكومة اللبنانية تعقد اتفاق مع إسرائيل التي وصل جيشها إلى بيروت، وقد حدد الاتفاق أسس التعامل بين الدولتين وعرف باسم معاهدة 17 أيار.
- 1987 - المقاتلات العراقية تقصف فرقاطة أمريكية وتقتل 37 شخص وذلك خلال حرب الخليج الأولى.
- 1994 - نقل السلطات المدنية في قطاع غزة إلى السلطة الوطنية الفلسطينية بعد احتلال دام 27 عامًا وذلك في إطار اتفاقية أوسلو للحكم الذاتي بين إسرائيل ومنظمة التحرير الفلسطينية.
- 1995 - جاك شيراك يتولى رئاسة فرنسا خلفًا لفرنسوا ميتران.
- 2004 - سيارة ملغومة تودي بحياة رئيس مجلس الحكم العراقي الانتقالي عز الدين سليم.
- 2009 - الإعلان عن النتائج النهائية لانتخابات مجلس الأمة الكويتي والتي كان من بينها فوز أربع سيدات للمرة الأولى بعضوية البرلمان وهن معصومة المبارك وأسيل العوضي ورولا دشتي وسلوى الجسار.
- 2015 -
  - بدء أعمال مؤتمر الرياض للحوار بين الأطراف السياسية اليمنية، برئاسة الرئيس اليمني عبد ربه منصور هادي.
  - سُقوط مدينة الرمادي مركز مُحافظة الأنبار بالعراق بيد تنظيم داعش.
- 2016 - تعيين كريستيان كيرن مستشاراً اتحادياً للنمسا، بعد أسبوع من استقالة فيرنر فايمان.
- 2019 - حدوث قضية إيبيزا وهي فضيحة فساد هزَّت المشهد السياسي في النمسا بعدما تسرب شريط مصور كتشف أن نائب المستشار النمساوي هاينز كريستيان شتراخه والنائب عن حزب الحرية يوهان غودينوس عرضا تثبيت عقود حكومية أثناء حديثهما مع امرأة تدَّعي أنها ابنة شقيق أحد الأوليغاركات الروس في لقاء يعود لعام 2017 في إسبانيا، ما أدى إلى انهيار الائتلاف النمساوي الحاكم في البلاد بالإضافة إلى دعوات لإجراء انتخابات مبكرة.
- 2023 - الرئيس الإكوادوري غويلرمو لاسو يُصدر قرارًا بحل الجمعية الوطنية بعد بدئها إجراءات عزله.

## مواليد
- 1749 - إدوارد جينر، طبيب إنجليزي.
- 1886 - ألفونسو الثالث، ملك إسبانيا.
- 1897 - أود هاسل، عالم كيمياء نرويجي حاصل على جائزة نوبل في الكيمياء عام 1969.
- 1905 - عبد الله النوري، عالم مسلم كويتي.
- 1929 - برانكو زيبيتش، لاعب كرة قدم يوغسلافي.
- 1937 - دينيس هوبر، ممثل ومخرج أمريكي.
- 1940 - عادل إمام، ممثل مصري.
- 1946 - نجاح سفكوني، ممثل سوري.
- 1950 - جانيز درنوفسيش، رئيس سلوفينيا.
- 1955 - بيل باكستون، ممثل أمريكي.
- 1961 - إنيا، مغنية أيرلندية.
- 1966 -
  - قصي صدام حسين، عسكري وسياسي عراقي.
  - هنريك لارسن، لاعب ومدرب كرة قدم دنماركي.
- 1971 - ماكسيما، زوجة ولي عهد هولندا الأمير وليم ألكسندر.
- 1974 - سندهيل رامامورثي، ممثل أمريكي.
- 1976 - ريام الجزائري، ممثلة عراقية.
- 1977 - الليث المفتي، ممثل سوري.
- 1981 - ليون أوسمان، لاعب كرة قدم إنجليزي.
- 1984 - أليسون ولفورد، ممثلة أمريكية.
- 1993 - وحيدة فيضي، صحفية أفغانية.

## وفيات
- 1510 - ساندرو بوتيتشيلي، رسام إيطالي.
- 1882 - فرانسوا شاباس، عالم مصريات فرنسي.
- 1896 -
  - محمد بن صباح الصباح، حاكم الكويت السادس.
  - جراح بن صباح الصباح، شريك الشيخ محمد بن صباح الصباح في حكم الكويت.
- 1940 - حسين إبراهيم الأحدب، سياسي لبناني.
- 1948 - حمد بن عبد الله آل ثاني، ولي العهد في قطر.
- 1987 - غونار ميردل، اقتصادي سويدي حاصل على جائزة نوبل في العلوم الاقتصادية عام 1974.
- 2004 - عز الدين سليم، رئيس مجلس الحكم العراقي.
- 2005 - حسن شلق، سياسي لبناني.
- 2009 - ماريو بينديتي، كاتب روائي أوروغواني.
- 2011 - فرانك أبتون، لاعب ومدرب كرة قدم إنجليزي.
- 2012 -
  - وردة الجزائرية، مغنية جزائرية.
  - دونا سمر، مغنية ومؤلفة أغاني أمريكية.
- 2022 -
  - محمد عبد الحميد بيضون، سياسي لبناني.
  - محمد الرباع، سياسي هولندي من أصلٍ مغربي.
  - فانجيليس، ملحن وموسيقي يوناني.

## أعياد ومناسبات
- اليوم العالمي للاتصالات السلكية واللاسلكية.
- اليوم العالمي لمناهضة رهاب المثلية الجنسية.
- يوم الدستور في النرويج وناورو.

## وصلات خارجية
- وكالة الأنباء القطريَّة: حدث في مثل هذا اليوم.
- النيويورك تايمز: حدث في مثل هذا اليوم.
- BBC: حدث في مثل هذا اليوم.